# Odon de Porhoet
Odon (zm. 1170), wicehrabia Porhoet, książę Bretanii od 1148 r. jako mąż Berty, córki poprzedniego księcia Conana III Grubego. Był synem Godfryda z Porhoet i jego żony Jadwigi.
O władzę nad Bretanią walczył ze swoim szwagrem, Hoelem III (wydziedziczonym przez Conana III), którego udało mu się wyprzeć do Nantes. W 1156 r. Hoel zmarł, ale Odon został wyparty z Bretanii przez swojego pasierba, Conana IV, syna Berty z pierwszego małżeństwa. Zmarł w 1170 r.